# Pasta de curry

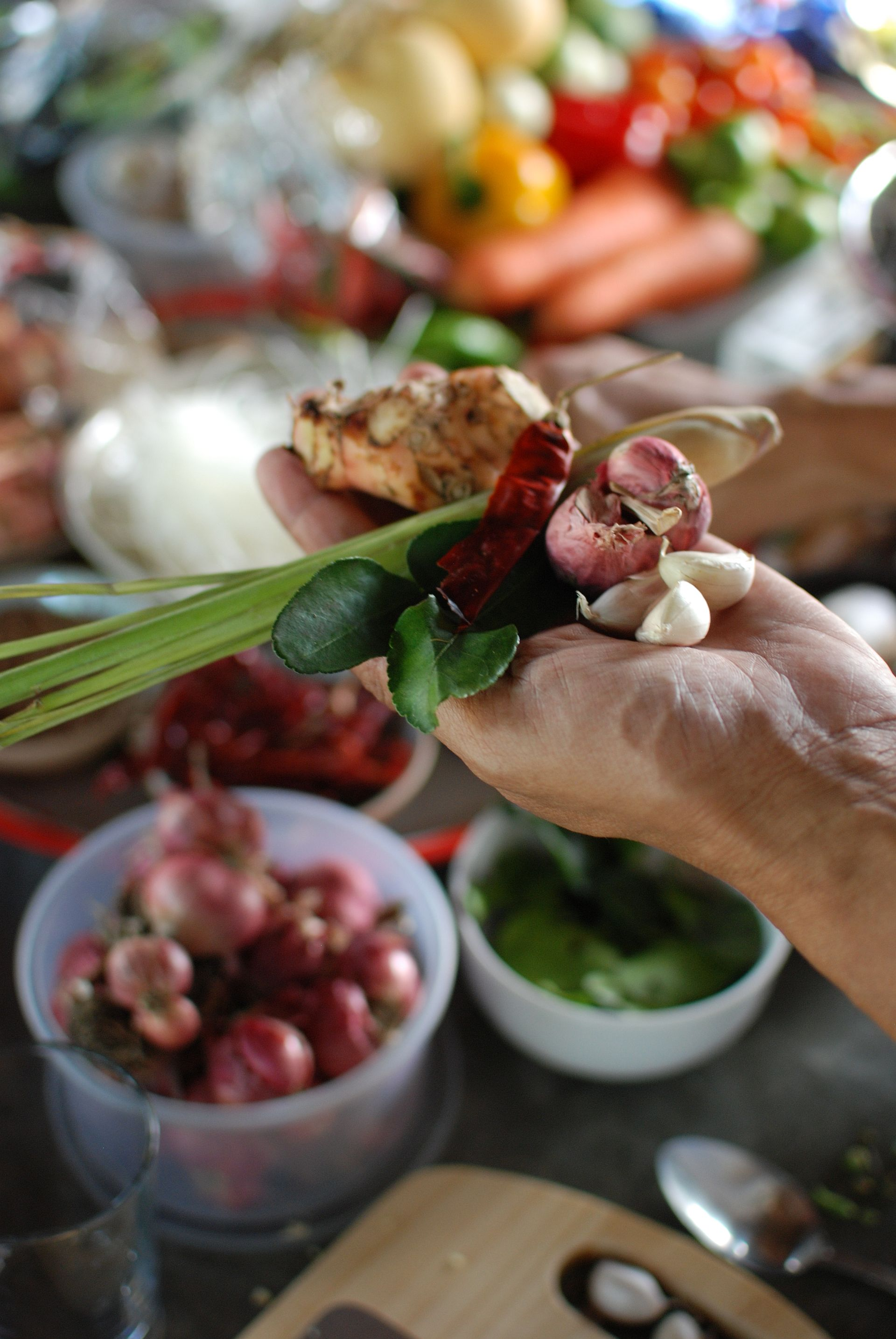
Algunos ingredientes del kaeng phet (curry rojo tailandés): ajo, cebolla, pimiento chile, hojas de limón, hierbalimón y raíz de galangal.

Por pasta de curry (en tailandés: เครื่องแกง krueang kaeng) se entiende un condimento consistente en una pasta a base de hierbas y especias. La pasta de curry es típica de la cocina tailandesa y un ingrediente básico en algunos platos del grupo gaeng, comúnmente considerados currys. También es usada frecuentemente en Indonesia, Malasia y Vietnam. Hay diferentes tipos de pasta de curry según su composición. Los tailandeses preparan estas pastas en casa.

## Variantes
Pastas tailandesas clásicas
- Pasta de curry rojo: Pasta picante de chalota (หัว หอม hua-hom), ajo (กระเทียม kratiam), raíz de galangal (ข่า kha), hierbalimón (ตะไคร้ ta-khrai), raíz de cilantro (ราก ผักชี raak phak chi), pasta de gamba (กะปิ kapi), semillas de comino tostadas (ยี่หร่า yi-rah) y granos de pimienta verde (พริกไทย phrik-thai).
- Pasta de curry verde: Pasta muy picante con hasta el 50% de guindilla tailandesa (พริก ขี้หนู phrik khi nu), siendo otros ingredientes el ajo, la chalota, la raíz de galangal, las semillas de cilantro tostadas (เม็ด ผักชี met phak chi), la raíz de cilantro, la cáscara de limón rallada (มะกรูด makrut), la hierbalimón y la pasta de gamba.
- Pasta de curry panaeng (‘cacahuete’): La variante más suave, ligeramente salada y picante, hecha con pimiento chile seco tailandés (พริก ชี ฟ้า phrik chii faa), ajo, chalota, puré de raíz de galangal, cáscara de limón rallada, raíz de cilantro, granos de pimienta verde, pasta de gamba y sal.

Variantes del sur de Tailandia
- Pasta de curry massaman (‘musulmán’): Pasta caliente con muchas especias indias: chalota, ajo, raíz de galangal, semilla de cilantro, semilla de comino, pasta de gamba, hierbalimón, chile seco tailandés, clavo (กานพลู kan-phlu), granos de pimienta verde y sal.

Otras variantes
- Pasta de curry amarillo: Moderadamente picante, hecha con pasta de chile seco tailandés, cúrcuma (ขมิ้น kamin), pasta de gamba, chalota, hierbalimón, ajo, semilla de comino, semilla de cilantro, canela (อบเชย op choei) y clavo.